# Ловец солнца
«Ловец солнца» (англ. The Sunchaser) — американский кинофильм 1996 года, снятый Майклом Чимино. Последний полнометражный фильм режиссёра.

## Сюжет
Малолетний преступник Брэндон Монро по прозвищу «Блю» попал в тюрьму за убийство отчима. В 16 лет он узнаёт о том, что смертельно болен раком, и жить ему осталось от силы месяц-два.
Захватив в заложники своего врача, Блу отправляется в долгое путешествие на поиски легендарного озера, исцеляющего болезни, расположенного на священной горе Шип Рок. Доктор Рейнолдс и Блу совсем не похожи: преуспевающий, самоуверенный медик и мальчишка из неблагополучного района, но у каждого из них есть боль, которая сближает их. На пути к землям индейцев навахо им предоставляется шанс изменить свои взгляды.

## В ролях
- Вуди Харрельсон — доктор Майкл Рейнольдс
- Джон Седа — Брэндон «Блю» Монро
- Энн Бэнкрофт — доктор Рената Баумбауэр
- Александра Тайдингс — Виктория Рейнольдс
- Мэтт Малхерн — доктор Чип Бёрнс
- Талиса Сото — женщина навахо
- Ричард Бауэр — доктор Брэдфорд
- Виктор Аарон — колдун Вэбстер Скайхорс (Небесный Конь)
- Майкл О’Нил — агент Молэнд
- Гарри Кэри-мл. — кассир
- Кармен Делл-Орефис — Арабелла

## Награды и номинации
- 1996 — номинация на Золотую пальмовую ветвь за режиссуру.